# 사랑아 (더원의 노래)
'사랑아'는 2007년 발매된 가수 더원의 노래이다.
2012년에는 '나는 가수다2'에서 김형규, 전다운, 이나경 등이 재편곡한 버전을 보여줬고, 2014년 정규 5집 앨범 'Who Is The One, I Am The One!'에서도 박찬이 재편곡하여 수록하기도 하였다.